# Convocazioni per la Copa América 2015
Elenco dei giocatori convocati da ciascuna nazionale partecipante alla Copa América 2015.
Il simbolo  indica il capitano della squadra.

## Gruppo A

### Cile
Lista dei convocati resa nota il 30 maggio 2015.
Commissario tecnico:  Jorge Sampaoli
| N. | Pos. | Giocatore         | Data nascita (età)          | Pres. | Reti | Squadra              |
| -- | ---- | ----------------- | --------------------------- | ----- | ---- | -------------------- |
| 1  | P    | Claudio Bravo     | 13 aprile 1983 (32 anni)    | 89    | 0    | Barcellona           |
| 2  | D    | Eugenio Mena      | 18 luglio 1988 (26 anni)    | 34    | 3    | Cruzeiro             |
| 3  | D    | Miiko Albornoz    | 30 novembre 1990 (24 anni)  | 5     | 1    | Hannover 96          |
| 4  | D    | Mauricio Isla     | 12 giugno 1988 (26 anni)    | 59    | 2    | QPR                  |
| 5  | C    | David Pizarro     | 11 settembre 1979 (35 anni) | 41    | 2    | Fiorentina           |
| 6  | C    | Carlos Carmona    | 21 febbraio 1987 (28 anni)  | 47    | 1    | Atalanta             |
| 7  | A    | Alexis Sánchez    | 19 dicembre 1988 (26 anni)  | 79    | 26   | Arsenal              |
| 8  | C    | Arturo Vidal      | 22 maggio 1987 (28 anni)    | 63    | 9    | Juventus             |
| 9  | A    | Mauricio Pinilla  | 4 febbraio 1984 (31 anni)   | 33    | 6    | Atalanta             |
| 10 | C    | Jorge Valdivia    | 19 ottobre 1983 (31 anni)   | 61    | 6    | Palmeiras            |
| 11 | A    | Eduardo Vargas    | 20 novembre 1989 (25 anni)  | 41    | 18   | QPR                  |
| 12 | P    | Paulo Garcés      | 2 agosto 1984 (30 anni)     | 1     | 0    | Colo-Colo            |
| 13 | D    | José Manuel Rojas | 3 giugno 1983 (32 anni)     | 23    | 1    | Universidad de Chile |
| 14 | C    | Matías Fernández  | 15 maggio 1986 (29 anni)    | 62    | 14   | Fiorentina           |
| 15 | C    | Jean Beausejour   | 3 giugno 1984 (31 anni)     | 65    | 6    | Colo-Colo            |
| 16 | C    | Felipe Gutiérrez  | 8 ottobre 1990 (24 anni)    | 22    | 1    | Twente               |
| 17 | D    | Gary Medel        | 3 agosto 1987 (27 anni)     | 73    | 6    | Inter                |
| 18 | D    | Gonzalo Jara      | 29 agosto 1985 (29 anni)    | 75    | 3    | Magonza              |
| 19 | A    | Edson Puch        | 9 aprile 1986 (29 anni)     | 6     | 0    | Huracán              |
| 20 | C    | Charles Aránguiz  | 17 aprile 1989 (26 anni)    | 33    | 4    | Internacional        |
| 21 | C    | Marcelo Díaz      | 30 dicembre 1986 (28 anni)  | 31    | 1    | Amburgo              |
| 22 | A    | Ángelo Henríquez  | 13 aprile 1994 (21 anni)    | 5     | 2    | Dinamo Zagabria      |
| 23 | P    | Johnny Herrera    | 9 maggio 1981 (34 anni)     | 11    | 0    | Universidad de Chile |

### Messico
Lista dei convocati resa nota il 26 maggio 2015.
Commissario tecnico: Miguel Herrera
| N. | Pos. | Giocatore              | Data nascita (età)          | Pres. | Reti | Squadra         |
| -- | ---- | ---------------------- | --------------------------- | ----- | ---- | --------------- |
| 1  | P    | José de Jesús Corona   | 26 gennaio 1981 (34 anni)   | 35    | 0    | Cruz Azul       |
| 2  | D    | Julio Domínguez        | 8 novembre 1987 (27 anni)   | 10    | 0    | Cruz Azul       |
| 3  | D    | Hugo Ayala             | 31 marzo 1987 (28 anni)     | 16    | 0    | Tigres UANL     |
| 4  | D    | Rafael Márquez         | 13 febbraio 1979 (36 anni)  | 124   | 15   | Verona          |
| 5  | C    | Juan Carlos Medina     | 22 agosto 1983 (31 anni)    | 8     | 0    | Atlas           |
| 6  | C    | Javier Güemez          | 17 ottobre 1991 (23 anni)   | 4     | 0    | Club Tijuana    |
| 7  | A    | Jesús Corona           | 6 gennaio 1993 (22 anni)    | 2     | 0    | Twente          |
| 8  | C    | Marco Fabián           | 21 luglio 1989 (25 anni)    | 22    | 6    | Guadalajara     |
| 9  | A    | Raúl Jiménez           | 5 maggio 1991 (24 anni)     | 29    | 6    | Atlético Madrid |
| 10 | C    | Luis Montes            | 15 maggio 1986 (29 anni)    | 13    | 3    | León            |
| 11 | C    | Javier Aquino          | 11 febbraio 1990 (25 anni)  | 26    | 0    | Rayo Vallecano  |
| 12 | P    | Alfredo Talavera       | 18 settembre 1982 (32 anni) | 16    | 0    | Toluca          |
| 13 | D    | Carlos Salcedo         | 29 settembre 1993 (21 anni) | 1     | 0    | Guadalajara     |
| 14 | D    | Juan Carlos Valenzuela | 15 maggio 1984 (31 anni)    | 19    | 0    | Atlas           |
| 15 | D    | Gerardo Flores         | 5 febbraio 1986 (29 anni)   | 8     | 0    | Cruz Azul       |
| 16 | D    | Adrián Aldrete         | 14 giugno 1988 (26 anni)    | 16    | 0    | Santos Laguna   |
| 17 | C    | Mario Osuna            | 20 agosto 1988 (26 anni)    | 1     | 0    | Querétaro       |
| 18 | A    | Enrique Esqueda        | 19 aprile 1988 (27 anni)    | 8     | 1    | Tigres UANL     |
| 19 | A    | Matías Vuoso           | 3 novembre 1981 (33 anni)   | 10    | 4    | Chiapas         |
| 20 | A    | Eduardo Herrera        | 25 luglio 1988 (26 anni)    | 3     | 1    | Pumas UNAM      |
| 21 | D    | George Corral          | 18 luglio 1990 (24 anni)    | 1     | 0    | Querétaro       |
| 22 | D    | Efraín Velarde         | 15 aprile 1986 (29 anni)    | 6     | 0    | Monterrey       |
| 23 | P    | Melitón Hernández      | 15 ottobre 1982 (32 anni)   | 1     | 0    | Veracruz        |

### Ecuador
Lista dei convocati resa nota il 1 giugno 2015.
Commissario tecnico:  Gustavo Quinteros
| N. | Pos. | Giocatore           | Data nascita (età)          | Pres. | Reti | Squadra                 |
| -- | ---- | ------------------- | --------------------------- | ----- | ---- | ----------------------- |
| 1  | P    | Librado Azcona      | 18 gennaio 1984 (31 anni)   | 0     | 0    | Independiente del Valle |
| 2  | D    | Arturo Mina         | 8 ottobre 1990 (24 anni)    | 2     | 0    | Independiente del Valle |
| 3  | D    | Frickson Erazo      | 5 maggio 1988 (27 anni)     | 46    | 1    | Grêmio                  |
| 4  | D    | Juan Carlos Paredes | 8 luglio 1987 (27 anni)     | 47    | 0    | Watford                 |
| 5  | C    | Renato Ibarra       | 20 gennaio 1991 (24 anni)   | 23    | 0    | Vitesse                 |
| 6  | C    | Christian Noboa     | 9 aprile 1985 (30 anni)     | 51    | 3    | PAOK                    |
| 7  | C    | Jefferson Montero   | 1º settembre 1989 (25 anni) | 44    | 8    | Swansea City            |
| 8  | A    | Miller Bolaños      | 1º giugno 1990 (25 anni)    | 2     | 1    | Emelec                  |
| 9  | A    | Fidel Martínez      | 15 febbraio 1990 (25 anni)  | 12    | 2    | Leones Negros UdeG      |
| 10 | D    | Walter Ayoví        | 11 agosto 1979 (35 anni)    | 99    | 8    | Pachuca                 |
| 11 | C    | Juan Cazares        | 3 aprile 1992 (23 anni)     | 3     | 1    | Banfield                |
| 12 | P    | Esteban Dreer       | 11 novembre 1981 (33 anni)  | 0     | 0    | Emelec                  |
| 13 | A    | Enner Valencia      | 4 novembre 1989 (25 anni)   | 17    | 11   | West Ham Utd            |
| 14 | C    | Osbaldo Lastra      | 10 agosto 1983 (31 anni)    | 2     | 0    | Emelec                  |
| 15 | C    | Pedro Quiñónez      | 4 marzo 1986 (29 anni)      | 11    | 0    | Emelec                  |
| 16 | D    | Mario Pineida       | 6 luglio 1992 (22 anni)     | 2     | 0    | Independiente del Valle |
| 17 | A    | Jaime Ayoví         | 21 febbraio 1988 (27 anni)  | 31    | 9    | Godoy Cruz              |
| 18 | D    | Óscar Bagüí         | 10 dicembre 1982 (32 anni)  | 21    | 0    | Emelec                  |
| 19 | C    | Pedro Larrea        | 21 maggio 1986 (29 anni)    | 0     | 0    | LDU Loja                |
| 20 | D    | John Narváez        | 12 giugno 1991 (23 anni)    | 0     | 0    | Emelec                  |
| 21 | D    | Gabriel Achilier    | 23 marzo 1985 (30 anni)     | 25    | 0    | Emelec                  |
| 22 | C    | Jonathan González   | 7 marzo 1995 (20 anni)      | 2     | 0    | Leones Negros UdeG      |
| 23 | P    | Alexander Domínguez | 5 giugno 1987 (28 anni)     | 25    | 0    | LDU Quito               |

### Bolivia
Lista dei convocati resa nota il 1 giugno 2015.
Commissario tecnico: Mauricio Soria
| N. | Pos. | Giocatore               | Data nascita (età)          | Pres. | Reti | Squadra           |
| -- | ---- | ----------------------- | --------------------------- | ----- | ---- | ----------------- |
| 1  | P    | Romel Quiñónez          | 25 giugno 1992 (22 anni)    | 7     | 0    | Bolívar           |
| 2  | D    | Edemir Rodríguez        | 21 ottobre 1984 (30 anni)   | 16    | 0    | Bolívar           |
| 3  | C    | Alejandro Chumacero     | 22 aprile 1991 (24 anni)    | 21    | 1    | The Strongest     |
| 4  | D    | Leonel Morales          | 2 settembre 1988 (26 anni)  | 2     | 0    | Blooming          |
| 5  | D    | Ronald Eguino           | 20 febbraio 1988 (27 anni)  | 8     | 0    | Bolívar           |
| 6  | C    | Danny Bejarano          | 3 gennaio 1994 (21 anni)    | 8     | 0    | Oriente Petrolero |
| 7  | A    | Alcides Peña            | 14 gennaio 1989 (26 anni)   | 15    | 1    | Oriente Petrolero |
| 8  | C    | Martin Smedberg-Dalence | 10 maggio 1984 (31 anni)    | 1     | 0    | IFK Göteborg      |
| 9  | A    | Marcelo Moreno          | 18 giugno 1987 (27 anni)    | 49    | 12   | Changchun Yatai   |
| 10 | C    | Pablo Escobar           | 23 febbraio 1979 (36 anni)  | 16    | 3    | The Strongest     |
| 11 | C    | Damián Lizio            | 30 giugno 1989 (25 anni)    | 2     | 1    | O'Higgins         |
| 12 | P    | José Peñarrieta         | 18 novembre 1994 (20 anni)  | 0     | 0    | Petrolero (Y)     |
| 13 | C    | Damir Miranda           | 6 ottobre 1985 (29 anni)    | 4     | 0    | Bolívar           |
| 14 | D    | Miguel Hurtado          | 4 luglio 1985 (29 anni)     | 2     | 0    | Blooming          |
| 15 | C    | Sebastián Gamarra       | 15 gennaio 1997 (18 anni)   | 0     | 0    | Milan             |
| 16 | D    | Ronald Raldes           | 20 aprile 1981 (34 anni)    | 81    | 1    | Oriente Petrolero |
| 17 | D    | Marvin Bejarano         | 6 marzo 1988 (27 anni)      | 20    | 0    | Oriente Petrolero |
| 18 | A    | Ricardo Pedriel         | 1º settembre 1987 (27 anni) | 15    | 3    | Mersin İ. Yurdu   |
| 19 | C    | Wálter Veizaga          | 22 aprile 1986 (29 anni)    | 10    | 0    | The Strongest     |
| 20 | C    | Jhasmani Campos         | 10 maggio 1988 (27 anni)    | 27    | 2    | Bolívar           |
| 21 | D    | Cristian Coimbra        | 11 settembre 1989 (25 anni) | 0     | 0    | Blooming          |
| 22 | D    | Edward Zenteno          | 5 dicembre 1984 (30 anni)   | 15    | 0    | Wilstermann       |
| 23 | P    | Hugo Suárez             | 7 febbraio 1982 (33 anni)   | 12    | 0    | Blooming          |

## Gruppo B

### Argentina
Lista dei convocati resa nota il 27 maggio 2015.
Commissario tecnico: Gerardo Martino
| N. | Pos. | Giocatore         | Data nascita (età)         | Pres. | Reti | Squadra               |
| -- | ---- | ----------------- | -------------------------- | ----- | ---- | --------------------- |
| 1  | P    | Sergio Romero     | 22 febbraio 1987 (28 anni) | 58    | 0    | Sampdoria             |
| 2  | D    | Ezequiel Garay    | 10 ottobre 1986 (28 anni)  | 26    | 0    | Zenit San Pietroburgo |
| 3  | D    | Nicolás Otamendi  | 12 febbraio 1988 (27 anni) | 19    | 1    | Valencia              |
| 4  | D    | Pablo Zabaleta    | 16 gennaio 1985 (30 anni)  | 48    | 0    | Manchester City       |
| 5  | C    | Fernando Gago     | 10 aprile 1986 (29 anni)   | 57    | 0    | Boca Juniors          |
| 6  | C    | Lucas Biglia      | 30 gennaio 1986 (29 anni)  | 28    | 0    | Lazio                 |
| 7  | C    | Ángel di María    | 14 febbraio 1988 (27 anni) | 59    | 11   | Manchester Utd        |
| 8  | C    | Erik Lamela       | 4 marzo 1992 (23 anni)     | 10    | 1    | Tottenham             |
| 9  | A    | Gonzalo Higuaín   | 10 dicembre 1987 (27 anni) | 47    | 23   | Napoli                |
| 10 | A    | Lionel Messi      | 24 giugno 1987 (27 anni)   | 97    | 45   | Barcellona            |
| 11 | A    | Carlos Tévez      | 5 febbraio 1984 (31 anni)  | 68    | 13   | Juventus              |
| 12 | P    | Nahuel Guzmán     | 10 febbraio 1986 (29 anni) | 3     | 0    | Tigres UANL           |
| 13 | D    | Facundo Roncaglia | 10 febbraio 1987 (28 anni) | 4     | 0    | Genoa                 |
| 14 | C    | Javier Mascherano | 8 giugno 1984 (31 anni)    | 111   | 3    | Barcellona            |
| 15 | D    | Martín Demichelis | 20 dicembre 1980 (34 anni) | 44    | 2    | Manchester City       |
| 16 | D    | Marcos Rojo       | 20 marzo 1990 (25 anni)    | 31    | 1    | Manchester Utd        |
| 17 | C    | Roberto Pereyra   | 7 gennaio 1991 (24 anni)   | 6     | 0    | Juventus              |
| 18 | C    | Javier Pastore    | 20 giugno 1989 (25 anni)   | 18    | 1    | Paris Saint-Germain   |
| 19 | C    | Éver Banega       | 29 giugno 1988 (26 anni)   | 28    | 4    | Siviglia              |
| 20 | A    | Sergio Agüero     | 2 giugno 1988 (27 anni)    | 60    | 23   | Manchester City       |
| 21 | P    | Mariano Andújar   | 30 luglio 1983 (31 anni)   | 11    | 0    | Napoli                |
| 22 | A    | Ezequiel Lavezzi  | 3 maggio 1985 (30 anni)    | 39    | 4    | Paris Saint-Germain   |
| 23 | D    | Milton Casco      | 11 aprile 1988 (27 anni)   | 0     | 0    | Newell's Old Boys     |

### Uruguay
Lista dei convocati resa nota il 23 maggio 2015.
Commissario tecnico: Óscar Tabárez
| N. | Pos. | Giocatore              | Data nascita (età)          | Pres. | Reti | Squadra              |
| -- | ---- | ---------------------- | --------------------------- | ----- | ---- | -------------------- |
| 1  | P    | Fernando Muslera       | 16 giugno 1986 (28 anni)    | 67    | 0    | Galatasaray          |
| 2  | D    | José Giménez           | 20 gennaio 1995 (20 anni)   | 16    | 2    | Atlético Madrid      |
| 3  | D    | Diego Godín            | 16 febbraio 1986 (29 anni)  | 87    | 4    | Atlético Madrid      |
| 4  | D    | Jorge Fucile           | 19 novembre 1984 (30 anni)  | 43    | 0    | Nacional             |
| 5  | D    | Mathías Corujo         | 8 maggio 1986 (29 anni)     | 6     | 0    | Universidad de Chile |
| 6  | D    | Álvaro Pereira         | 28 novembre 1985 (29 anni)  | 66    | 6    | Estudiantes (LP)     |
| 7  | C    | Cristian Rodríguez     | 30 settembre 1985 (29 anni) | 83    | 8    | Atlético Madrid      |
| 8  | A    | Abel Hernández         | 8 agosto 1990 (24 anni)     | 18    | 8    | Hull City            |
| 9  | A    | Diego Rolán            | 24 marzo 1993 (22 anni)     | 6     | 1    | Bordeaux             |
| 10 | C    | Giorgian de Arrascaeta | 1º maggio 1994 (21 anni)    | 4     | 0    | Cruzeiro             |
| 11 | A    | Cristhian Stuani       | 12 ottobre 1986 (28 anni)   | 19    | 4    | Espanyol             |
| 12 | P    | Rodrigo Muñoz          | 22 gennaio 1982 (33 anni)   | 0     | 0    | Libertad             |
| 13 | D    | Sebastián Coates       | 7 ottobre 1990 (24 anni)    | 16    | 1    | Sunderland           |
| 14 | C    | Nicolás Lodeiro        | 21 marzo 1989 (26 anni)     | 36    | 3    | Boca Juniors         |
| 15 | C    | Guzmán Pereira         | 16 maggio 1991 (24 anni)    | 3     | 0    | Universidad de Chile |
| 16 | D    | Maximiliano Pereira    | 8 giugno 1984 (31 anni)     | 100   | 3    | Benfica              |
| 17 | C    | Egidio Arévalo Ríos    | 1º gennaio 1982 (33 anni)   | 66    | 0    | Tigres UANL          |
| 18 | D    | Gastón Silva           | 5 marzo 1994 (21 anni)      | 1     | 0    | Torino               |
| 19 | C    | Carlos Sánchez         | 2 dicembre 1984 (30 anni)   | 3     | 0    | River Plate          |
| 20 | C    | Álvaro González        | 29 ottobre 1984 (30 anni)   | 50    | 3    | Torino               |
| 21 | A    | Edinson Cavani         | 14 febbraio 1987 (28 anni)  | 71    | 25   | Paris Saint-Germain  |
| 22 | A    | Jonathan Rodríguez     | 6 luglio 1993 (21 anni)     | 5     | 1    | Benfica              |
| 23 | P    | Martín Silva           | 25 marzo 1983 (32 anni)     | 6     | 0    | Vasco da Gama        |

### Paraguay
Lista dei convocati resa nota il 28 maggio 2015.
Commissario tecnico:  Ramón Díaz
| N. | Pos. | Giocatore           | Data nascita (età)         | Pres. | Reti | Squadra                |
| -- | ---- | ------------------- | -------------------------- | ----- | ---- | ---------------------- |
| 1  | P    | Justo Villar        | 30 giugno 1977 (37 anni)   | 107   | 0    | Colo-Colo              |
| 2  | D    | Iván Piris          | 10 marzo 1989 (26 anni)    | 17    | 0    | Udinese                |
| 3  | D    | Marcos Cáceres      | 5 maggio 1986 (29 anni)    | 17    | 0    | Newell's Old Boys      |
| 4  | D    | Pablo Aguilar       | 2 aprile 1987 (28 anni)    | 17    | 4    | América                |
| 5  | D    | Bruno Valdez        | 6 ottobre 1992 (22 anni)   | 0     | 0    | Cerro Porteño          |
| 6  | C    | Osmar Molinas       | 3 maggio 1987 (28 anni)    | 8     | 0    | Libertad               |
| 7  | A    | Raúl Bobadilla      | 18 giugno 1987 (27 anni)   | 2     | 0    | Augusta                |
| 8  | A    | Lucas Barrios       | 13 novembre 1984 (30 anni) | 25    | 6    | Montpellier            |
| 9  | A    | Roque Santa Cruz    | 16 agosto 1981 (33 anni)   | 104   | 30   | Cruz Azul              |
| 10 | A    | Derlis González     | 23 marzo 1994 (21 anni)    | 8     | 1    | Basilea                |
| 11 | A    | Édgar Benítez       | 8 novembre 1987 (27 anni)  | 40    | 6    | Toluca                 |
| 12 | P    | Antony Silva        | 27 febbraio 1984 (31 anni) | 7     | 0    | Independiente Medellín |
| 13 | D    | Miguel Samudio      | 24 agosto 1986 (28 anni)   | 22    | 1    | América                |
| 14 | D    | Paulo da Silva      | 1º febbraio 1980 (35 anni) | 120   | 2    | Toluca                 |
| 15 | C    | Víctor Cáceres      | 25 marzo 1985 (30 anni)    | 60    | 1    | Flamengo               |
| 16 | C    | Eduardo Aranda      | 28 gennaio 1985 (30 anni)  | 1     | 0    | Olimpia                |
| 17 | C    | Óscar David Romero  | 4 luglio 1992 (22 anni)    | 10    | 1    | Racing Club            |
| 18 | A    | Nelson Haedo Valdez | 28 novembre 1983 (31 anni) | 67    | 12   | Eintracht Francoforte  |
| 19 | D    | Fabián Balbuena     | 23 agosto 1991 (23 anni)   | 2     | 0    | Libertad               |
| 20 | C    | Osvaldo Martínez    | 8 aprile 1986 (29 anni)    | 29    | 1    | América                |
| 21 | C    | Néstor Ortigoza     | 7 dicembre 1984 (30 anni)  | 21    | 1    | San Lorenzo            |
| 22 | P    | Alfredo Aguilar     | 18 luglio 1988 (26 anni)   | 0     | 0    | Guaraní                |
| 23 | C    | Richard Ortiz       | 22 maggio 1990 (25 anni)   | 15    | 4    | Toluca                 |

### Giamaica
Lista dei convocati resa nota il 1º giugno 2015.
Commissario tecnico:  Winfried Schäfer
| N. | Pos. | Giocatore        | Data nascita (età)          | Pres. | Reti | Squadra                |
| -- | ---- | ---------------- | --------------------------- | ----- | ---- | ---------------------- |
| 1  | P    | Duwayne Kerr     | 16 febbraio 1987 (28 anni)  | 11    | 0    | Sarpsborg 08           |
| 2  | D    | Daniel Gordon    | 16 gennaio 1985 (30 anni)   | 5     | 1    | Karlsruhe              |
| 3  | D    | Michael Hector   | 19 luglio 1992 (22 anni)    | 0     | 0    | Reading                |
| 4  | D    | Wes Morgan       | 21 gennaio 1984 (31 anni)   | 12    | 0    | Leicester City         |
| 5  | C    | Lance Laing      | 28 febbraio 1988 (27 anni)  | 4     | 0    | FC Edmonton            |
| 6  | A    | Deshorn Brown    | 22 dicembre 1990 (24 anni)  | 9     | 2    | Vålerenga              |
| 7  | A    | Romeo Parkes     | 20 novembre 1990 (24 anni)  | 3     | 1    | Isidro Metapán         |
| 8  | D    | Hughan Gray      | 25 marzo 1987 (28 anni)     | 11    | 0    | Waterhouse             |
| 9  | A    | Giles Barnes     | 5 agosto 1988 (26 anni)     | 2     | 1    | Houston Dynamo         |
| 10 | C    | Jobi McAnuff     | 3 novembre 1981 (33 anni)   | 13    | 0    | Leyton Orient          |
| 11 | A    | Darren Mattocks  | 2 settembre 1990 (24 anni)  | 22    | 8    | Vancouver Whitecaps    |
| 12 | P    | Dwayne Miller    | 14 luglio 1987 (27 anni)    | 34    | 0    | Syrianska              |
| 13 | A    | Dino Williams    | 31 marzo 1990 (25 anni)     | 8     | 0    | Montego Bay Utd        |
| 14 | A    | Allan Ottey      | 18 dicembre 1992 (22 anni)  | 0     | 0    | Montego Bay Utd        |
| 15 | C    | Je-Vaughn Watson | 22 ottobre 1983 (31 anni)   | 41    | 1    | FC Dallas              |
| 16 | C    | Joel Grant       | 26 agosto 1987 (27 anni)    | 10    | 1    | Yeovil Town            |
| 17 | C    | Rodolph Austin   | 1º giugno 1985 (30 anni)    | 73    | 6    | Leeds Utd              |
| 18 | A    | Simon Dawkins    | 1º dicembre 1987 (27 anni)  | 8     | 2    | Derby County           |
| 19 | D    | Adrian Mariappa  | 3 ottobre 1986 (28 anni)    | 21    | 0    | Crystal Palace         |
| 20 | D    | Kemar Lawrence   | 17 settembre 1992 (22 anni) | 16    | 2    | N.Y. Red Bulls         |
| 21 | D    | Jermaine Taylor  | 14 gennaio 1985 (30 anni)   | 80    | 0    | Houston Dynamo         |
| 22 | C    | Garath McCleary  | 15 maggio 1987 (28 anni)    | 9     | 1    | Reading                |
| 23 | P    | Ryan Thompson    | 7 gennaio 1985 (30 anni)    | 3     | 0    | Pittsburgh Riverhounds |

## Gruppo C

### Brasile
Lista dei convocati resa nota il 5 maggio 2015.
Commissario tecnico:  Dunga
| N. | Pos. | Giocatore         | Data nascita (età)          | Pres. | Reti | Squadra             |
| -- | ---- | ----------------- | --------------------------- | ----- | ---- | ------------------- |
| 1  | P    | Jefferson         | 2 gennaio 1983 (32 anni)    | 16    | 0    | Botafogo            |
| 2  | D    | Danilo            | 15 luglio 1991 (23 anni)    | 13    | 0    | Porto               |
| 3  | D    | Miranda           | 7 settembre 1984 (30 anni)  | 15    | 0    | Atlético Madrid     |
| 4  | D    | David Luiz        | 22 aprile 1987 (28 anni)    | 47    | 3    | Paris Saint-Germain |
| 5  | D    | Marquinhos        | 14 maggio 1994 (21 anni)    | 4     | 0    | Paris Saint-Germain |
| 6  | D    | Filipe Luís       | 9 agosto 1985 (29 anni)     | 12    | 0    | Chelsea             |
| 7  | A    | Robinho           | 25 gennaio 1984 (31 anni)   | 96    | 27   | Santos              |
| 8  | C    | Elias             | 16 maggio 1985 (30 anni)    | 19    | 0    | Corinthians         |
| 9  | A    | Diego Tardelli    | 10 maggio 1985 (30 anni)    | 9     | 2    | Shandong Taishan    |
| 10 | A    | Neymar            | 5 febbraio 1992 (23 anni)   | 62    | 43   | Barcellona          |
| 11 | C    | Douglas Costa     | 14 settembre 1990 (24 anni) | 4     | 0    | Šachtar             |
| 12 | P    | Neto              | 19 luglio 1989 (25 anni)    | 0     | 0    | Fiorentina          |
| 13 | D    | Fabinho           | 23 ottobre 1993 (21 anni)   | 0     | 0    | Monaco              |
| 14 | D    | Thiago Silva      | 22 settembre 1984 (30 anni) | 54    | 3    | Paris Saint-Germain |
| 15 | D    | Geferson          | 13 maggio 1994 (21 anni)    | 0     | 0    | Internacional       |
| 16 | C    | Casemiro          | 23 febbraio 1992 (23 anni)  | 7     | 0    | Porto               |
| 17 | C    | Fred              | 5 marzo 1993 (22 anni)      | 2     | 0    | Šachtar             |
| 18 | C    | Roberto Firmino   | 2 ottobre 1991 (23 anni)    | 4     | 2    | Hoffenheim          |
| 19 | C    | Willian           | 9 agosto 1988 (26 anni)     | 20    | 4    | Chelsea             |
| 20 | C    | Éverton Ribeiro   | 10 aprile 1989 (26 anni)    | 3     | 0    | Shabab Al-Ahli      |
| 21 | C    | Philippe Coutinho | 12 giugno 1992 (22 anni)    | 6     | 0    | Liverpool           |
| 22 | C    | Fernandinho       | 4 maggio 1985 (30 anni)     | 14    | 2    | Manchester City     |
| 23 | P    | Marcelo Grohe     | 13 gennaio 1987 (28 anni)   | 0     | 0    | Grêmio              |

### Colombia
Lista dei convocati resa nota il 30 maggio 2015.
Commissario tecnico:  José Pekerman
| N. | Pos. | Giocatore          | Data nascita (età)          | Pres. | Reti | Squadra           |
| -- | ---- | ------------------ | --------------------------- | ----- | ---- | ----------------- |
| 1  | P    | David Ospina       | 31 agosto 1988 (26 anni)    | 52    | 0    | Arsenal           |
| 2  | D    | Cristián Zapata    | 30 settembre 1986 (28 anni) | 31    | 0    | Milan             |
| 3  | D    | Pedro Franco       | 23 aprile 1991 (24 anni)    | 4     | 0    | Beşiktaş          |
| 4  | D    | Santiago Arias     | 13 gennaio 1992 (23 anni)   | 14    | 0    | PSV               |
| 5  | D    | Darwin Andrade     | 11 febbraio 1991 (24 anni)  | 2     | 0    | Standard Liegi    |
| 6  | C    | Carlos Sánchez     | 6 febbraio 1986 (29 anni)   | 54    | 0    | Aston Villa       |
| 7  | D    | Pablo Armero       | 2 novembre 1986 (28 anni)   | 63    | 2    | Flamengo          |
| 8  | C    | Edwin Cardona      | 8 dicembre 1992 (22 anni)   | 4     | 1    | Monterrey         |
| 9  | A    | Radamel Falcao     | 10 febbraio 1986 (29 anni)  | 56    | 24   | Monaco            |
| 10 | C    | James Rodríguez    | 12 luglio 1991 (23 anni)    | 32    | 12   | Real Madrid       |
| 11 | C    | Juan Cuadrado      | 26 maggio 1988 (27 anni)    | 39    | 5    | Chelsea           |
| 12 | P    | Camilo Vargas      | 1º settembre 1989 (25 anni) | 4     | 0    | Atlético Nacional |
| 13 | D    | Carlos Valdés      | 22 maggio 1985 (30 anni)    | 16    | 2    | Nacional          |
| 14 | A    | Víctor Ibarbo      | 19 maggio 1990 (25 anni)    | 12    | 1    | Roma              |
| 15 | C    | Alexander Mejía    | 7 settembre 1988 (26 anni)  | 17    | 0    | Monterrey         |
| 16 | C    | Edwin Valencia     | 29 marzo 1985 (30 anni)     | 15    | 0    | Santos            |
| 17 | A    | Carlos Bacca       | 8 settembre 1986 (28 anni)  | 17    | 7    | Siviglia          |
| 18 | D    | Juan Camilo Zúñiga | 14 dicembre 1985 (29 anni)  | 58    | 1    | Napoli            |
| 19 | A    | Teófilo Gutiérrez  | 28 maggio 1985 (30 anni)    | 38    | 14   | River Plate       |
| 20 | A    | Luis Muriel        | 18 aprile 1991 (24 anni)    | 5     | 1    | Sampdoria         |
| 21 | A    | Jackson Martínez   | 3 ottobre 1986 (28 anni)    | 35    | 10   | Porto             |
| 22 | P    | Cristian Bonilla   | 2 giugno 1993 (22 anni)     | 0     | 0    | La Equidad        |
| 23 | D    | Jeison Murillo     | 27 maggio 1992 (23 anni)    | 5     | 0    | Granada           |

### Perù
Lista dei convocati resa nota il 25 maggio 2015.
Commissario tecnico:  Ricardo Gareca
| N. | Pos. | Giocatore           | Data nascita (età)          | Pres. | Reti | Squadra               |
| -- | ---- | ------------------- | --------------------------- | ----- | ---- | --------------------- |
| 1  | P    | Diego Penny         | 22 aprile 1984 (31 anni)    | 14    | 0    | Sporting Cristal      |
| 2  | D    | Jair Céspedes       | 22 maggio 1984 (31 anni)    | 4     | 0    | Juan Aurich           |
| 3  | D    | Hansell Riojas      | 15 ottobre 1991 (23 anni)   | 3     | 0    | U. César Vallejo      |
| 4  | D    | Carlos Zambrano     | 10 luglio 1989 (25 anni)    | 29    | 4    | Eintracht Francoforte |
| 5  | C    | Josepmir Ballón     | 21 marzo 1988 (27 anni)     | 35    | 0    | Sporting Cristal      |
| 6  | C    | Juan Manuel Vargas  | 5 ottobre 1983 (31 anni)    | 53    | 4    | Fiorentina            |
| 7  | C    | Paolo Hurtado       | 27 luglio 1990 (24 anni)    | 15    | 2    | Paços Ferreira        |
| 8  | C    | Edwin Retamoso      | 23 febbraio 1982 (33 anni)  | 11    | 0    | Real Garcilaso        |
| 9  | A    | Paolo Guerrero      | 1º gennaio 1984 (31 anni)   | 56    | 21   | Flamengo              |
| 10 | A    | Jefferson Farfán    | 26 ottobre 1984 (30 anni)   | 64    | 17   | Schalke 04            |
| 11 | A    | Yordy Reyna         | 17 settembre 1993 (21 anni) | 8     | 2    | RB Lipsia             |
| 12 | P    | Salomón Libman      | 25 febbraio 1984 (31 anni)  | 6     | 0    | U. César Vallejo      |
| 13 | D    | Luis Advíncula      | 2 marzo 1990 (25 anni)      | 41    | 0    | Vitória Setúbal       |
| 14 | A    | Claudio Pizarro     | 3 ottobre 1978 (36 anni)    | 76    | 19   | Bayern Monaco         |
| 15 | D    | Christian Ramos     | 4 novembre 1988 (26 anni)   | 39    | 1    | Juan Aurich           |
| 16 | D    | Pedro Paulo Requena | 24 gennaio 1991 (24 anni)   | 2     | 0    | U. César Vallejo      |
| 17 | C    | Carlos Lobatón      | 6 febbraio 1980 (35 anni)   | 33    | 1    | Sporting Cristal      |
| 18 | A    | André Carrillo      | 14 giugno 1991 (23 anni)    | 23    | 1    | Sporting Lisbona      |
| 19 | D    | Yoshimar Yotún      | 7 aprile 1990 (25 anni)     | 39    | 1    | Malmö FF              |
| 20 | C    | Christian Cueva     | 23 novembre 1991 (23 anni)  | 7     | 0    | Alianza Lima          |
| 21 | C    | Joel Sánchez        | 11 giugno 1989 (26 anni)    | 2     | 0    | Univ. San Martín      |
| 22 | C    | Carlos Ascues       | 6 giugno 1992 (23 anni)     | 6     | 5    | Melgar                |
| 23 | P    | Pedro Gallese       | 23 febbraio 1990 (25 anni)  | 6     | 0    | Juan Aurich           |

### Venezuela
Lista dei convocati resa nota il 1º giugno 2015.
Commissario tecnico:  Noel Sanvicente
| N. | Pos. | Giocatore           | Data nascita (età)          | Pres. | Reti | Squadra               |
| -- | ---- | ------------------- | --------------------------- | ----- | ---- | --------------------- |
| 1  | P    | Alain Baroja        | 23 ottobre 1989 (25 anni)   | 3     | 0    | Caracas               |
| 2  | D    | Wilker Ángel        | 18 marzo 1993 (22 anni)     | 1     | 1    | Deportivo Táchira     |
| 3  | D    | Andrés Túñez        | 15 marzo 1987 (28 anni)     | 11    | 0    | Buriram Utd           |
| 4  | D    | Oswaldo Vizcarrondo | 31 maggio 1984 (31 anni)    | 61    | 8    | Nantes                |
| 5  | D    | Fernando Amorebieta | 29 marzo 1985 (30 anni)     | 12    | 1    | Middlesbrough         |
| 6  | D    | Gabriel Cichero     | 25 aprile 1984 (31 anni)    | 56    | 4    | Mineros               |
| 7  | A    | Miku                | 19 agosto 1985 (29 anni)    | 50    | 10   | Rayo Vallecano        |
| 8  | C    | Tomás Rincón        | 13 gennaio 1988 (27 anni)   | 58    | 0    | Genoa                 |
| 9  | A    | Salomón Rondón      | 16 settembre 1989 (25 anni) | 38    | 12   | Zenit San Pietroburgo |
| 10 | C    | Ronald Vargas       | 2 dicembre 1986 (28 anni)   | 17    | 3    | Balıkesirspor         |
| 11 | C    | César González      | 1º ottobre 1982 (32 anni)   | 57    | 5    | Deportivo Táchira     |
| 12 | P    | Dani Hernández      | 21 ottobre 1985 (29 anni)   | 20    | 0    | Tenerife              |
| 13 | C    | Luis Seijas         | 23 giugno 1986 (28 anni)    | 53    | 2    | Ind. Santa Fe         |
| 14 | C    | Franklin Lucena     | 20 febbraio 1981 (34 anni)  | 58    | 2    | Dep. La Guaira        |
| 15 | C    | Alejandro Guerra    | 9 luglio 1985 (29 anni)     | 42    | 4    | Atlético Nacional     |
| 16 | D    | Roberto Rosales     | 20 novembre 1988 (26 anni)  | 54    | 0    | Malaga                |
| 17 | A    | Josef Martínez      | 19 maggio 1993 (22 anni)    | 17    | 3    | Torino                |
| 18 | C    | Juan Arango         | 17 maggio 1980 (35 anni)    | 124   | 22   | Club Tijuana          |
| 19 | C    | Rafael Acosta       | 13 febbraio 1989 (26 anni)  | 9     | 0    | Mineros               |
| 20 | D    | Grenddy Perozo      | 28 febbraio 1986 (29 anni)  | 45    | 2    | Ajaccio               |
| 21 | A    | Gelmin Rivas        | 23 marzo 1989 (26 anni)     | 3     | 0    | Deportivo Táchira     |
| 22 | C    | Jhon Murillo        | 4 giugno 1995 (20 anni)     | 1     | 1    | Benfica               |
| 23 | P    | Wuilker Faríñez     | 15 febbraio 1998 (17 anni)  | 0     | 0    | Caracas               |